# أخلاط
خِلَاطُ أو أَخْلَاطُ، (بالتركية العثمانية: اخلاط))، ((بالأرمنية: Խլաթ), Khlat)، (بالإنجليزية: Ahlat) هي مدينة ومنطقة تاريخية في تركيا. تقع في محافظة بدليس في منطقة الأناضول الشرقية. في الفترة ما بين عامي 1929-1936، أدرجت لتصبح منطقة تابعة لمحافظة وان. وتطل مدينة خلاط على الشاطئ الشمالي الغربي لبحيرة وان. وكانت سابقا تابعة لأرمينيا.

## تاريخيا
فتحها المسلمون على يدي عياض ابن غنم.

## وصلات خارجية
- www.ahlat.bel.tr